# Zluradost
Zluradost (njem. Schadenfreude) je termin koji opisuje radost nevolji ili nesreći koja se dogodi drugoj osobi ili skupini. Može biti potajna ili otvorena (prezir, ismijavanje, ironija, zloba, sarkazam). 
Motivacija može biti različita.
Riječ "Schadenfreude" postoji kao posuđenica u engleskom, francuskom, talijanskom, španjolskom, portugalskom i poljskom jeziku.
Čini se da zluradost ima dominantnu ulogu pri postizanju pravde i kažnjavanju kršitelja normi u ljudskom društvu. Ipak je u brojnim religijama i vrijednosnim sustavima zluradost zabranjena.